# 頃公 (魯)
頃公（けいこう）は、魯の最後の君主。名は讎。文公の子で、文公の後を受けて魯国の君主となった。

## 経歴
頃公2年（紀元前278年）、秦が楚の首都の郢を陥落させ、楚の頃王は陳に東遷した。
頃公19年（紀元前261年）、楚が魯を討って徐州を奪った。
頃公24年（紀元前256年）、魯国は楚の考烈王のために滅ぼされ、頃公は下邑にうつされ、莒の地に魯君として封じられた。
考烈王14年（紀元前249年）、頃公は柯で死去し、魯国の祭祀は絶えた。

## 家庭
父親：
- 文公姫賈（第35代魯公）

子女
- 姫晦（山東省に逃げ延びた）

子孫
- 公子寛（中国語版）（頃公の八代孫、姫寛）
- 公孫相如（中国語版）（公子寛の息子）
- 姫就（中国語版）（相如の後裔）